# Si tú te vas
«Si tú te vas» (рус. Если ты уйдёшь) — первый сингл испанского певца Энрике Иглесиаса, из его дебютного альбома «Enrique Iglesias».

## Запись сингла
Музыка к песне была написана Роберто Моралесом, а текст Иглесиас написал ещё в 16 лет. Сингл вышел 14 октября 1995 года и стал международным. Вместе с этим синглом Иглесиас смог заявит о себе в США. В Италии также выходил сингл под названием "Si Te Na Vai" - итальянской версией песни. За песню Иглесиас получил три награды — две в 1995 году (Premio Eres, Ло Нуэстро), и одну в 1996 году (ASCAP).

## Видеоклип
Видео на песню снимал американский режиссёр Йон Смолл (англ. Jon Small). За видео Иглесиас получил награду «Premio Eros» за «лучшее видео». По сценарию Иглесиас провожает девушку на самолёт и понимает, что им придётся расстаться. Далее следуют воспоминания о их совместной жизни.

## Чарты
В США трек дебютировал на 22 месте в «Hot Latin Tracks» 14 октября 1995 года, а через неделю занимал 6 позицию. 2 декабря 1995 года композиция лидировала и не спускалась ниже 1 места на протяжении 5 недель. 2 января трек спустился на 2 место, а через неделю опять лидировал в чарте. Композиция находилась в «Top Ten» на протяжении 19 недель, из которых 8 на первом месте. Также композиция была очень успешна в Мексике, где она лидировала на протяжении 9 недель.
| Страна (1995-1996)                           | Пиковая позиция |
| -------------------------------------------- | --------------- |
| Бельгия                                      | 6               |
| Франция                                      | 21              |
| США Billboard Hot Latin Tracks               | 1               |
| США Billboard Latin Pop Airplay              | 1               |
| США Billboard Latin Regional Mexican Airplay | 3               |
| США Billboard Latin Tropical/Salsa Airplay   | 6               |